# Анте Рукавина
Анте Рукавина (хорв. Ante Rukavina, нар. 18 червня 1986, Шибеник) — хорватський футболіст, нападник клубу «Динамо» (Загреб).
Також відомий виступами за грецький «Панатінаїкос» та молодіжну збірну Хорватії.
Чемпіон Греції. Володар Кубка Греції. Дворазовий володар Кубка Хорватії.

## Клубна кар'єра
Народився 18 червня 1986 року в місті Шибеник. Вихованець футбольної школи клубу «Шибеник». Дорослу футбольну кар'єру розпочав 2004 року в основній команді того ж клубу, в якій провів три сезони, взявши участь у 51 матчі чемпіонату.
Протягом 2007—2008 років захищав кольори команди клубу «Хайдук» (Спліт).
Своєю грою за останню команду привернув увагу представників тренерського штабу клубу «Панатінаїкос», до складу якого приєднався 2008 року. Відіграв за клуб з Афін наступні два сезони своєї ігрової кар'єри. У складі «Панатінаїкоса» був одним з головних бомбардирів команди, маючи середню результативність на рівні 0,42 голу за гру першості. За цей час виборов титул чемпіона Греції.
До складу клубу «Динамо» (Загреб) приєднався 2010 року. Наразі встиг відіграти за «динамівців» 33 матчі в національному чемпіонаті.

## Виступи за збірну
Протягом 2006–2008 років залучався до складу молодіжної збірної Хорватії. На молодіжному рівні зіграв у 14 офіційних матчах, забив 7 голів.

## Титули і досягнення
- Чемпіон Греції (1):

«Панатінаїкос»: 2009–10
- Володар Кубка Греції (1):

«Панатінаїкос»: 2009–10
- Чемпіонат Хорватії (4):

«Динамо» (Загреб): 2010–11, 2011-12, 2012–13, 2013-14
- Володар Кубка Хорватії (2):

«Динамо» (Загреб): 2010–11, 2011–12